# Румуни
Румуни (рум. români) су романски народ, који претежно живи у Румунији, где чини 89,5% становништва. Румунски народ је настао мешањем древних Дачана са досељеним римским колонистима и, касније, са Словенима. Румуни су већином православне вероисповести, а говоре румунским језиком, који припада романској групи индоевропске породице језика. Румуна укупно има око 23.782.990, од тога у Румунији 16.870.000.

## Историја

### ИмеРумун
Појам Румун (Роман - по румунском књижевном језику или Руман - по банатском дијалекту румунског језика) био је до половине 19. века само у интерној употреби. Тако су сами себе - између себе називали припадници тог народа. Од мађарске револуције 1848-1849. године почели су и други народи да их називају, и то прво Романима.

### Порекло Румуна
Румунски народ је настао крајем 11. века мешањем Влаха и Словена који су живели на подручју данашње Румуније. Назив Власи је током историје употребљаван за све романизоване становнике Балканског полуострва, док је као назив за саме Румуне коришћен све до 19. века. Преци Румуна, дако-гетска племена, настањивали су подручје данашње Румуније од античког доба, а највећи политички успон достигли су у време дачког краља Буребисте око 50. године. п. н. е. У другом веку, Дакију су освојили Римљани и претворили је у своју провинцију. На ово подручје су се тада доселили бројни римски колонисти, док је староседелачко становништво било романизовано.
У трећем веку, римска војска је напустила Дакију, а са њом је отишао и један део романског становништва. Румунски и мађарски аутори се споре око питања да ли је након одласка римске војске у Дакији остало романизованог становништва. Према једном гледишту, један део романизованог становништва остао је у Дакији и након одласка римске војске, а касније се измешао са досељеним Словенима, који су се током времена такође романизовали. Према другом гледишту које, делом из политичких разлога, заступају мађарски аутори, Румуни потичу од романизованог становништва које је првобитно било настањено на подручју јужно од реке Дунав, да би се тек током средњег века преселило на подручје данашње Румуније.
- Антички Дачани
- Граница грчког и латинског утицаја на Балкану
- Теорије о пореклу Румуна
- Власи (Румуни) на подручју данашње Румуније у 6-8. веку, према Школском историјском атласу објављеном у Београду 1970. године. Мапа представља гледиште југословенских историчара тога времена.

### Румунске кнежевине
На формирање средњовековних румунских кнежевина Влашке и Молдавије повољно је утицала инвазија Монгола, која је ослабила или уништила скоро све политичке формације средње и источне Европе. Кнежевина Влашка је формирана крајем 13, а Кнежевина Молдавија средином 14. века. Обе кнежевине касније су постале вазали Османског царства. Поред ових кнежевина, Румуни су у значајном броју настањивали и подручје Трансилваније у Краљевини Угарској. У 16. веку, након османског освајања великог дела Угарске, Трансилванија је постала полунезависна кнежевина, такође у статусу вазала Османског царства. Иако је Трансилванијом претежно владала мађарска владајућа елита, етнички састав ове кнежевине је био сложен и укључивао је Мађаре, Румуне, Секеље и Сасе. 1600. године, кнежевине Влашка, Молдавија и Трансилванија се привремено уједињују под влашћу Михаила Храброг.
Крајем 17. века, Кнежевину Трансилванију заузела је Хабзбуршка монархија, која ју је претворила у једну од својих крунских области. Поред Трансилваније, Румуни су у значајном броју настањивали и друге хабзбуршке области - Тамишки Банат, Војну границу, Краљевину Угарску и Буковину. Кнежевине Влашка и Молдавија су се ујединиле 1859. године, да би 1861. године ова држава добила име Румунија. Хабзбуршка Кнежевина Трансилванија 1867. године губи статус самосталне области и бива прикључена угарском делу Аустроугарске.
- Румунске територије у 9-13. веку
- Три кнежевине уједињене под Михаилом Храбрим, мај—септембар 1600.

### 20. век
Након Првог светског рата, Румунија проширује своје границе, у којима се сада нашао највећи део територија које су настањивали Румуни. 1940. године, током Другог светског рата, Румунија је била принуђена да део ових територија уступи суседним државама - Мађарској, Бугарској и Совјетском Савезу, али је након немачке инвазије на Совјетски Савез 1941. успела да поврати један део ових територија, а добила је и територијално проширење у Придњестровљу, као компензацију за северну Трансилванију и јужну Добруџу, које су биле уступљене Мађарској и Бугарској. Након Другог светског рата Румунија добија садашње границе.
Од 1924. године у Совјетском Савезу постоји Молдавска аутономна совјетска социјалистичка република, а од 1940. године Молдавска совјетска социјалистичка република. У тој републици је живео један део румунског становништва, који је изградио посебан национални идентитет и који данас себе сматра посебном нацијом - Молдавцима. Од 1991. године Молдавија је независна држава.
- Румуни пре Првог светског рата
- Краљевина Румунија и Молдавска АССР 20. година 20. века
- Краљевина Румунија 1941.
- Румунија и Молдавија данас